# József Tasnádi
József Rezső Tasnádi, pierwotnie Tidrenczl (ur. 10 października 1903 w Paksie, zm. 1 października 1977 w Bogocie) – węgierski zapaśnik walczący w obu stylach. Olimpijczyk ze Paryża 1924, gdzie zajął piąte miejsce w wadze koguciej, w stylu klasycznym.
Mistrz Europy w 1930 roku.

## Letnie Igrzyska Olimpijskie 1924
| Konkurencja | Eliminacje   | Eliminacje           | Eliminacje                  | Eliminacje              | Eliminacje             | Klas. końcowa |
| Konkurencja | Przeciwnik I | Przeciwnik II        | Przeciwnik III              | Przeciwnik IV           | Przeciwnik V           | Miejsce       |
| ----------- | ------------ | -------------------- | --------------------------- | ----------------------- | ---------------------- | ------------- |
| 58 kg       | wolny los    | Arvid Östman (SWE) Z | Johannes van Maaren (NED) Z | Sigfrid Hansson (SWE) P | Anselm Ahlfors (FIN) P | 5.            |